# Прекаја
Прекаја је насељено мјесто у Босни и Херцеговини, у општини Дрвар, које административно припада Федерацији Босне и Херцеговине. Према попису становништва из 2013. у насељу је живјело 115 становника.

## Географија
Прекаја лежи на десној страни ријеке Унац, који јој је западна граница, а источна је планина Клековача или заправо: Јаворова Коса, Вршина, Коло и Лаушевац. Прекају од Жупице дјели Склоп и Орловача, а од Мокронога опет Склоп (доњи). Куће су углавном у низини проширене увале Унца, а тек незнатни број подигао се уз плећине планинске подгорине.
Прекаја је разбијеног типа и дјели се на осам крајева: Краљи, Подбрина, Прекаја, Врановица, Мрачај, Котлина, Жупа Павићи и Главице. Средиште села је увалита котлина. Око тог средишта поређани су остали дјелови села, неки више неки ниже. Крајеви нису удаљени један од другога, али има у крајевима и осамљених кућа, одбачених далеко од најближе групе.

## Воде
У селу је у другој половини 20. вјека направљено вјештачко језеро за потребе индустрије у Дрвару. У народу је то језеро познато као Прекајско језеро.

## Религија
У Прекаји се налази Црква Успења Пресвете Богородице из 1885. године, обновљена крајем 2008.

## Становништво
| Националност       | 2013. | 1991. | 1981. | 1971. | 1961. |
| Срби               | 115   | 433   | 530   | 651   | 814   |
| Југословени        |       |       | 43    |       |       |
| Хрвати             |       |       | 1     |       | 3     |
| Муслимани          |       |       |       | 1     |       |
| остали и непознато |       |       |       | 4     |       |
| Укупно             | 115   | 433   | 574   | 656   | 817   |

| Демографија | Демографија | Демографија |
| Година      | Становника  | Становника  |
| ----------- | ----------- | ----------- |
| 1961.       | 817         |             |
| 1971.       | 656         |             |
| 1981.       | 574         |             |
| 1991.       | 433         |             |
| 2013.       | 115         |             |

## Знамените личности
- Никола Шпирић, политичар